# Jean Lugeol
Ne doit pas être confondu avec son frère l'amiral Alexis Lugeol.
Jean Gustave Lugeol, né à Bordeaux le 9 septembre 1799 et mort à Montpellier le 24 mai 1866, est un amiral français.

## Biographie
Il entre à l'École de marine de Toulon en 1813, il sert aux Antilles, en Manche, en Mer du Nord, au Levant, à Terre-Neuve et au Brésil. Enseigne de vaisseau en 1821, il est envoyé sur les côtes espagnoles, puis à Cayenne.
Lieutenant de vaisseau en 1828, il participe à l'expédition d'Alger. Il met au point un model de hausse pour les canons qui est adopté.
Promu capitaine de corvette en 1837, il se distingue au combat de Saint-Jean-d'Ulloa.
Capitaine de vaisseau en 1843, il est chargé de préparer un travail sur l'aménagement et l'arrimage des vaisseaux et des frégates et devient membre du Conseil des travaux en 1850.
Promu contre-amiral en 1852, il est nommé major général de la Flotte à Toulon l'année suivante.
Lugeol prend part à la Guerre de Crimée et se distingue au bombardement d'Odessa, ainsi qu'à l'attaque des forts de Sébastopol.
Il est nommé commandant de la Division navale du Pacifique et de l'Océanie en 1856.
En 1858, il est promu au grade de Vice-amiral et est nommé préfet maritime de Rochefort.
Il est membre du Conseil d'Amirauté à partir de 1863.
Une rue de Bordeaux porte son nom.

## Ouvrage
- « Instruction pour le micromètre Lugeol » (1860)